# Барч, Кристофер
Кри́стофер Барч (нем. Christopher Bartsch; 6 августа 1979, Гамбург) — немецкий кёрлингист.
В составе мужской сборной Германии участник зимних Олимпийских игр 2014 года, чемпионата мира 2014, двух чемпионатов Европы. Чемпион Германии среди мужчин. В составе юниорской мужской сборной Германии участник трёх чемпионатов мира.
В «классическом» кёрлинге (команда из четырёх человек одного пола) играл на позициях второго и четвёртого.

## Достижения
- Квалификация на Олимпийские игры: золото в 2013 году в Фюссене (Германия).[4]
- Чемпионат Германии по кёрлингу среди мужчин: золото (2014), серебро (2015).

## Команды
| Сезон   | Четвёртый      | Третий           | Второй                | Первый             | Запасной                              | Турниры                                                  |
| ------- | -------------- | ---------------- | --------------------- | ------------------ | ------------------------------------- | -------------------------------------------------------- |
| 1996—97 | Себастьян Шток | Sebastian Jacoby | Stephan Wiedemann     | Себастьян Линкеман | Кристофер Барч                        | ЧМЮ 1997 (6 место)                                       |
| 1997—98 | Себастьян Шток | Sebastian Jacoby | Stephan Wiedemann     | Кристофер Барч     | Феликс Шульце                         | ЧМЮ 1998 (4 место)                                       |
| 2000—01 | Кристофер Барч | Феликс Шульце    | Петер Рикмерс         | Stefan Hofmann     | Ingmar Fritz тренер: Сабина Белькофер | ЧМЮ 2001 (8 место)                                       |
| 2005—06 | Кристофер Барч | Феликс Шульце    | Свен Гольдеман        | Петер Рикмерс      |                                       |                                                          |
| 2006—07 | Кристофер Барч | Феликс Шульце    | Свен Гольдеман        | Петер Рикмерс      |                                       |                                                          |
| 2006—07 | Кристофер Барч | Феликс Шульце    | Андреас Фельденкирхен | Свен Гольдеман     |                                       |                                                          |
| 2007—08 | Кристофер Барч | Родгер Шмидт     | Петер Рикмерс         | Кристоф Даазе      |                                       |                                                          |
| 2008—09 | Кристофер Барч | Свен Гольдеман   | Петер Рикмерс         | Кристоф Даазе      |                                       |                                                          |
| 2009—10 | Феликс Шульце  | Кристофер Барч   | Свен Гольдеман        | Петер Рикмерс      |                                       |                                                          |
| 2010—11 | Феликс Шульце  | Кристофер Барч   | Свен Гольдеман        | Петер Рикмерс      |                                       |                                                          |
| 2011—12 | Феликс Шульце  | Кристофер Барч   | Свен Гольдеман        | Петер Рикмерс      |                                       |                                                          |
| 2011—12 | Феликс Шульце  | Джон Яр          | Кристофер Барч        | Свен Гольдеман     | Петер Рикмерс                         | ЧЕ 2011 (7 место)                                        |
| 2013—14 | Феликс Шульце  | Джон Яр          | Кристофер Барч        | Свен Гольдеман     |                                       | ЧГМ 2014                                                 |
| 2013—14 | Феликс Шульце  | Джон Яр          | Кристофер Барч        | Свен Гольдеман     | Петер Рикмерс тренер: Мартин Байзер   | ЧЕ 2013 (11 место) ЗОИ 2014 (10 место) ЧМ 2014 (8 место) |
| 2014—15 | Феликс Шульце  | Кристофер Барч   | Петер Рикмерс         | Свен Гольдеман     |                                       | ЧГМ 2015                                                 |
| 2015—16 | Феликс Шульце  | Кристофер Барч   | Петер Рикмерс         | Свен Гольдеман     |                                       |                                                          |

(скипы выделены полужирным шрифтом)